# Авакян, Джордж
Джордж Авакян (Геворк Авакян, 15 марта 1919, Армавир, Россия — 22 ноября 2017 Нью-Йорк) — американский музыкальный продюсер армянского происхождения, педагог, историк джаза. Муж скрипачки Анаит Аджемян (с 1948 г.).
Родился в семье армянских беженцев. Выпустил первые в мире долгоиграющие пластинки (LP), изобретенные инженерами студии «Columbia Records». Автор первой живой концертной записи для пластинки — концерт Бенни Гудмена в Карнеги-холле. Был продюсером Луи Армстронга, Майлза Дэвиса, Бенни Гудмена и многих других, записал многие их альбомы в студии «Columbia Records». Вёл курсы истории джаза в университете Колумбии.
Удостоен премии Грэмми, его имя внесено в Стену Славы джаза. Среди множества наград Авакяна также Орден Ленина (1990), он стал первым американцем, удостоенным этого ордена. Участник Ереванского международного джаз-фестиваля 1998 года.

## Награды
Он является одним из основателей Национальной академии звукозаписывающих искусств и наук (вручающие премии Грэмми). Среди его наград за последние годы:
- Почетный доктор литературы Колгейтского университета (май 2014 г.) [3]
- 2011 — добавлен в Стену джазовой славы Американского общества композиторов, авторов и издателей (ASCAP) как живой легендарный гигант джаза.
- 2011 — Премия "Луи", Дом-музей Луи Армстронга.
- 2010 — Премия Национального фонда искусств AB Spellman Jazz Advocacy. Высшая награда страны в области джаза за его работу в качестве продюсера, менеджера, критика, историка джаза и педагога.
- 2009 — Премия попечителей за заслуги перед жанром (Грэмми) от Национальной ассоциации звукозаписывающих искусств и наук за вклад в мировую музыкальную индустрию.
- 2008 — Франция удостоена звания Commandeur des Arts et Lettres в знак признания его значительного вклада в искусство.
- 2006 — Престижная европейская джазовая премия «Золотой Джанго».
- 2006 — Премия WC Handy Heritage Master & Legend Award.
- 2005 — Армянское профессиональное общество, Профессионал года.
- 2003 — Премия "Человек года", Общество Сидни Беше.
- 2000 — Премия Lifetime Achievement от журнала Down Beat.
- 1996 — Премия Грэмми за «Лучшие примечания к альбому - Майлз Дэвис и Гил Эванс - Полное собрание студийных записей Колумбии».
- 1998 — Премия Бенни Картера от Американской федерации джазовых обществ.
- 1990 — Орден Ленина, высший государственный орден Советского Союза.
- 1981 — Награда президента Джазового общества Нью-Джерси.
- 1984 — Рыцарство от Мальтийских рыцарей.